# 陳培錕
陳培錕（1877年—1964年1月17日），福建省福州府閩縣人，清朝、中华民国、中华人民共和国政治人物，进士出身，民建党员。

## 生平
光緒二十四年（1898年），参加光緒戊戌科殿試，登進士二甲78名。同年五月，改翰林院庶吉士。光緒二十九年四月，散館，授翰林院編修，与父陳海梅同榜進士。光绪末年就读于日本法政大学，1909年回国后任福建省高等学堂监督，辛亥革命后先后被委任为福建省延建邵道、厦门道、汀漳龙道和闽海道道尹。1925年，被福建省长萨镇冰委任为省财政厅厅长，北伐后，省政府主席杨树庄续聘之。
1946年臺灣光復后，陈培锟随陳儀前往臺灣参加接收工作，后返闽，1949年与萨镇冰、陳紹寬留福建迎接解放。福建解放后，被聘为福州军管会特邀代表，中华人民共和国成立后成为中国民主建国会中央委员，并任福建省政協委員等职。1964年1月17日病逝于福州。